# Фанські гори

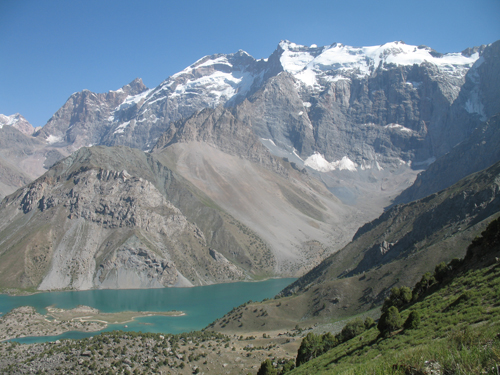
‎Кулікалонські стіна й озера

Фа́нські го́ри або Фа́ни — вузол коротких високих хребтів на північному заході Таджикистану, що підносяться між Зеравшанським і Гісарським хребтами в системі Паміро-Алаю, гірська система, розташована в Середній Азії.

## Географія, клімат та туристичні принади
Для Фанських гір характерні високі вершини та вузькі ущелини з шумними потоками. Головна і найвища вершина Фанських гір — Чімтарга (5487 м).
У радіусі 20 км височіє десяток п'ятитисячників із півкілометровими стінами й невеликими для таких висот льодовиками. До 3000 м забираються арчеві ліси.
У Фанських горах сухий клімат, що полегшує процес акліматизації.
Крім самих гір, найголовнішою туристичною принадою Фан є незліченна кількість неймовірної краси джерельно чистих озер. Озера мають спектр кольорів — блакитні, темно-сині, фіолетові, зелені, білі, чорні. Під час одноденної мандрівки Фанськими горами можна пройти понад 10 озер.
Найвідомішими озерами є:
- Алаудинські
- Кулікалонські
- Алло
- Іскандеркуль.

## Вершини
Головними піками Фанських гір є:
- Бодхона (5138 м)
- Міралі (5132 м),
- Енергія (5105 м)
- Замок (5070 м)
- Чапдара (5050 м)
- Велика Ганза (5306 м)
- Мала Ганза (5031 м)
- Чімтарга (5487 м)

## Поради туристам
У Фанах є можливість побудувати піші або напівпіші маршрути різної складності.
Місцеві жителі, переважно гірські таджики, завжди раді допомогти туристові, завжди запропонують чай і молоко, а найпідприємливіші за невелику плату нададуть віслюка, на спину якого можна покласти кілька рюкзаків.
Оскільки місцеве населення випасає у горах худобу (на висоті до 3500 м), дуже не бажано пити некип'ячену воду — зареєстровано чимало випадків кишкових інфекцій. Навіть найчистіше і найпрозоріше озеро може таїти у собі загрозу.

## Галерея

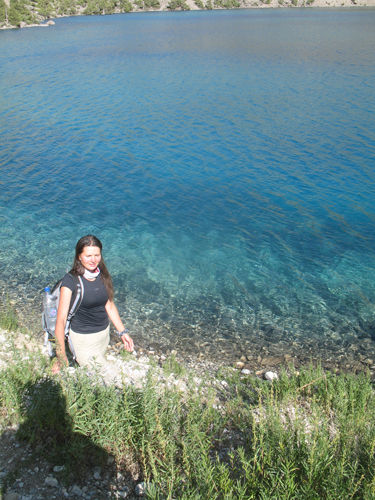
Найвідоміше з Алаудинських озер
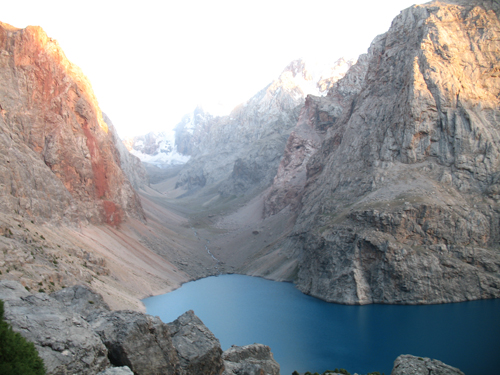
Озеро Велике Алло
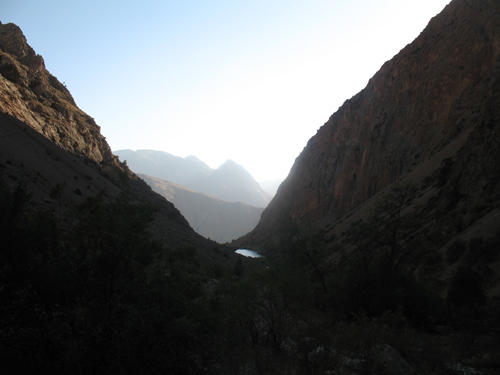
Озеро Мале Алло

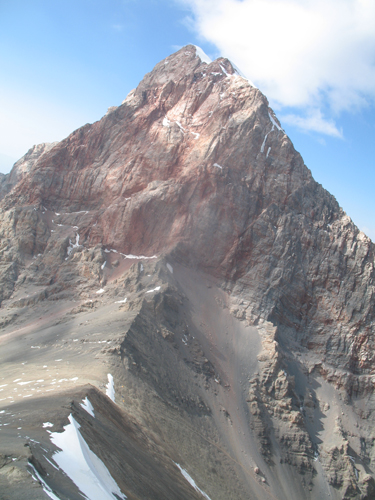
Вершина і перевал Чімтарга
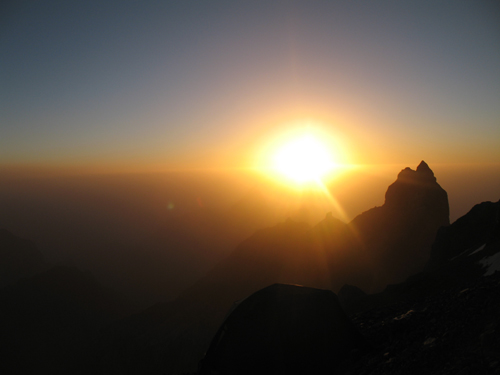
Вечір на Міралі перед сходженням на вершину Чімтарга. Інверсійний шар.
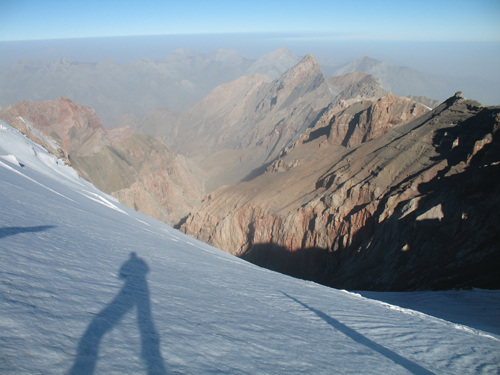
Ранок на перевалі Міралі. Краса інверсії.